# Tour della nazionale maschile di rugby a 15 del Sudafrica 1932
Nel 1932 la federazione sudafricana  di rugby union (SARB) invia la selezione "Junior" in Argentina, favorendo un rapporto duratura tra le due federazioni.

## Risultati
| Buenos Aires 9 luglio 1932 | Clubs Argentinos | 5 – 18 | Sudafrica Junior | F.C. Oeste |

| Buenos Aires 15 luglio 1932 | Clubs Esxtranjeros | 8 – 55 | Sudafrica Junior | F.C. Oeste |

| Arbitro: | J. Finlay |

|  |           |                                                                                   |
|  | Marcatori | mete: Apsey, Cornell, Cunningham, d'Alton 2 Gage 3, Moodie Smit trasf.: Jordaan 6 |

| Buenos Aires 20 luglio 1932 | C.U.B.A. | 0 – 30 | Sudafrica Junior | F.C. Oeste |

| Arbitro: | Finley |

|              |           |                                                                                           |
| mete: Escary | Marcatori | mete: Apsey, Cornell, Elliot Gage 2, Robertson, Seymour trasf.: Jordaan 2 c.p.: Jordaan 3 |

| Rosario luglio 1932 | UR Santa Fè | 3 – 53 | Sudafrica Junior | Plaza Jewell |

| Buenos Aires luglio 1932 | CASI | 0 – 44 | Sudafrica Junior | F.C. Oeste |

| Buenos Aires luglio 1932 | Gimnasia y Esgrima | 5 – 11 | Sudafrica Junior | F.C. Oeste |

Il tour venne chiuso da una partita tra due squadre miste di giocatori sudafricani ed argentini, disputata il 4 luglio.